# Club Deportivo Flamenco (Pisco)
O Club Deportivo Flamenco del Pisco é  um time peruano de voleibol indoor masculino da cidade de Ica.  

## Resultados obtidos nas principais competições

### Títulos e resultados
- Campeonato Peruano:2008, 2011, 2012 e 2013